# Eratoneura lunata
Eratoneura lunata är en insektsart som först beskrevs av Mcatee 1924.  Eratoneura lunata ingår i släktet Eratoneura och familjen dvärgstritar. Inga underarter finns listade i Catalogue of Life.